# 櫻桃街公園

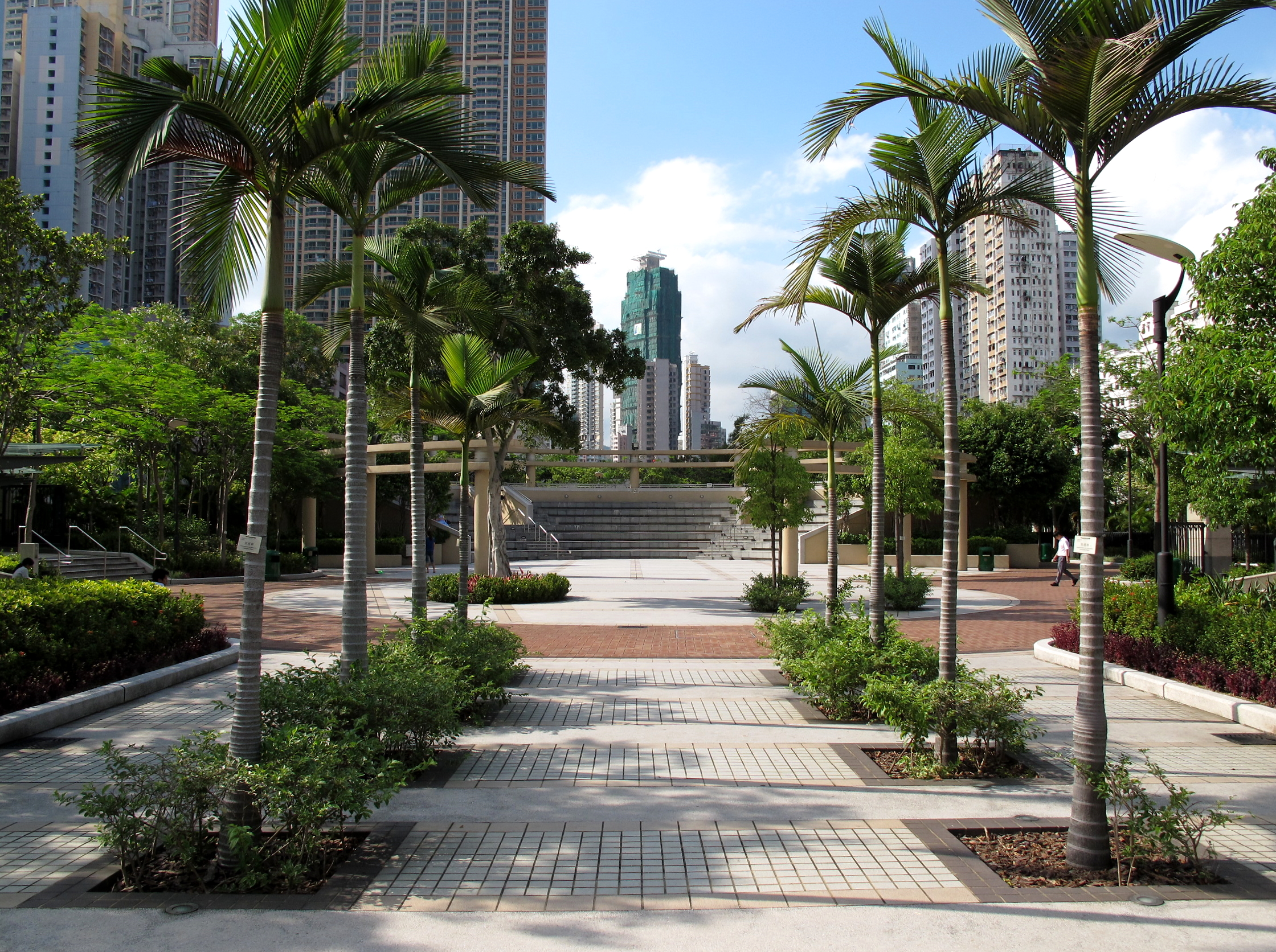
櫻桃街公園露天劇場

櫻桃街公園（英語：Cherry Street Park）是香港的一座公園，位於九龍大角咀渡船街、櫻桃街及海庭道之間，於2005年12月起局部開放，至2007年2月完全開放。

## 簡介
櫻桃街公園佔地約4.25公頃，是油麻地區內較大的公園。每日由上午6時30分至晚上11時開放。公園設有一個附設看台的七人人造草地足球場（2005年10月局部開放時啟用）、2個硬地籃球場兼排球場、4個網球場、緩跑徑、腳底按摩徑、太極練習場、健身站及兒童遊樂場。此外，園內常植有雞蛋花、龍船花等植物供遊人欣賞。

## 禁煙安排
此場地全面禁煙。

## 外部連結
- 櫻桃街公園 - 康樂及文化事務署

1. ↑   (新闻稿). 政府新聞網. 2005-12-03.